# 1906–1907-es svájci labdarúgó-bajnokság (első osztály)
Az 1906–1907-es Swiss Serie A volt a 10. alkalommal megrendezett, legmagasabb szintű labdarúgó-bajnokság Svájcban.
A címvédő a Winterthur volt. A bajnokságot a Servette csapata nyerte.

## Keleti csoport
| Hely. | Csapat                | M  | Gy | D | V | G+ | G– | Gk  | P  | Továbbjutás vagy kiesés |
| ----- | --------------------- | -- | -- | - | - | -- | -- | --- | -- | ----------------------- |
| 1.    | Young Fellows Zürich  | 10 | 8  | 0 | 2 | 38 | 27 | +11 | 16 | Továbbjutó              |
| 2.    | Winterthur            | 10 | 7  | 2 | 1 | 41 | 9  | +32 | 16 |                         |
| 3.    | Grasshoppers          | 10 | 5  | 3 | 2 | 32 | 14 | +18 | 13 |                         |
| 4.    | St. Gallen            | 9  | 3  | 2 | 4 | 19 | 18 | +1  | 8  |                         |
| 5.    | Zürich                | 9  | 1  | 1 | 7 | 14 | 46 | −32 | 3  |                         |
| 6.    | Blue Stars St. Gallen | 10 | 1  | 0 | 9 | 19 | 49 | −30 | 2  |                         |

## Központi csoport
| Hely. | Csapat          | M | Gy | D | V | G+ | G– | Gk  | P  | Továbbjutás vagy kiesés |
| ----- | --------------- | - | -- | - | - | -- | -- | --- | -- | ----------------------- |
| 1.    | Basel           | 8 | 5  | 0 | 3 | 30 | 20 | +10 | 10 | Továbbjutó              |
| 2.    | Old Boys Basel  | 8 | 5  | 0 | 3 | 20 | 18 | +2  | 10 |                         |
| 3.    | Young Boys Bern | 8 | 4  | 0 | 4 | 21 | 17 | +4  | 8  |                         |
| 4.    | Bern            | 8 | 4  | 0 | 4 | 16 | 21 | −5  | 8  |                         |
| 5.    | Aarau           | 8 | 2  | 0 | 6 | 14 | 25 | −11 | 4  |                         |

## Nyugati csoport
| Hely. | Csapat             | M | Gy | D | V | G+ | G– | Gk  | P  | Továbbjutás vagy kiesés |
| ----- | ------------------ | - | -- | - | - | -- | -- | --- | -- | ----------------------- |
| 1.    | Servette Genf      | 8 | 4  | 4 | 0 | 22 | 11 | +11 | 12 | Továbbjutó              |
| 2.    | Cantonal Neuchâtel | 8 | 5  | 1 | 2 | 16 | 8  | +8  | 11 |                         |
| 3.    | La Chaux-de-Fonds  | 8 | 4  | 2 | 2 | 18 | 11 | +7  | 10 |                         |
| 4.    | Lausanne Sports    | 8 | 2  | 1 | 5 | 16 | 23 | −7  | 5  |                         |
| 5.    | FC Genf            | 8 | 0  | 2 | 6 | 12 | 31 | −19 | 2  |                         |

## Döntő
| Hely. | Csapat               | M | Gy | D | V | G+ | G– | Gk | P | Továbbjutás vagy kiesés |
| ----- | -------------------- | - | -- | - | - | -- | -- | -- | - | ----------------------- |
| 1.    | Servette Genf        | 2 | 2  | 0 | 0 | 6  | 1  | +5 | 4 | Bajnok                  |
| 2.    | Young Fellows Zürich | 2 | 1  | 0 | 1 | 3  | 3  | 0  | 2 |                         |
| 3.    | Basel                | 2 | 0  | 0 | 2 | 3  | 8  | −5 | 0 |                         |